# Lac Folsom
Le lac Folsom est un lac de barrage américain situé sur le cours de l'American River dans l’État de la Californie. Il existe depuis la construction du barrage de Folsom (en) en 1955.

## Source de la traduction
- (en) Cet article est partiellement ou en totalité issu de l’article de Wikipédia en anglais intitulé « Folsom Lake » (voir la liste des auteurs).